# Chrysodema ventralis
Chrysodema ventralis es una especie de escarabajo del género Chrysodema, familia Buprestidae. Fue descrita científicamente por Waterhouse en 1885.